# Abasiophilie

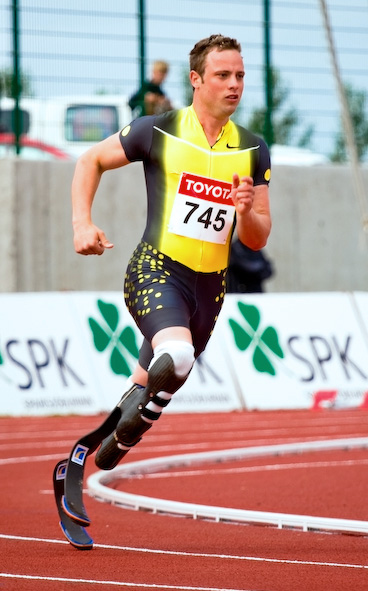
Le sprinteur sud-africain Oscar Pistorius

L'abasiophilie est une attirance psychosexuelle envers les individus d'une mobilité restreinte, spécialement ceux utilisant des matériels orthopédiques tels que orthèses, plâtres ou fauteuils roulants. Le terme abasiophilie est utilisé pour la première fois par John Money de l'université Johns-Hopkins dans une étude sur les paraphilies en 1990,.

## Ouvrages
- (en) John Money, Lovemaps : Clinical Concepts of Sexual/Erotic Health and Pathology, Paraphilia, and Gender Transposition in Childhood, Adolescence, and Maturity, Buffalo, N.Y, Prometheus Books, 1988, 331 p. (ISBN 0-87975-456-7)